# Marcel Griaule
Marcel Griaule (n. 16 mai 1898, Aisy-sur-Armançon, Bourgogne, Franța – d. 23 februarie 1956, Paris, Franța) a fost un etnolog și africanist francez cunoscut pentru lucrările sale despre poporul dogon.

## Biografie
Marcel Griaule provenea dintr-o familie de origine din Auvergne pe linie paternă și din Brie pe linie maternă.

### Primul Război Mondial
Se pregătea pentru concursul de admitere la École polytechnique în cadrul claselor speciale de matematică de la liceul Louis-le-Grand, când izbucnirea Primului Război Mondial l-a determinat să-și întrerupă studiile. S-a înrolat voluntar la 17 ani în artilerie, a urmat cursuri la școala de aplicație a artileriei din Fontainebleau și, în 1917, s-a angajat în aviație ca observator aerian. A rămas în cadrul forțelor aeriene până în 1921 (regimentul 33 de aviație, escadrila a 8-a, pe avion de tip Breguet). În acea perioadă, a redactat două cărți cunoscute în rândul pionierilor aviației: Le bréviaire du Captain B’Hool și L’abominable homme de Keurk.

## Misiuni în Africa
În 1922, Marcel Griaule a reluat studiile de limbi și de etnologie la École nationale des langues orientales vivantes (ENLOV) și la École Pratique des Hautes Études (EPHE), în special sub îndrumarea lui Marcel Mauss și Marcel Cohen⁠(d). După ce i-a acordat diploma de amharică în 1927, acesta din urmă, care călătorise în Etiopia în 1910, l-a trimis acolo pentru mai multe luni (1928–1929). Marcel Griaule a publicat Silhouettes et graffiti abyssins, iar în anul următor Les Flambeurs d’Hommes, care relua trei articole apărute în revista Documents și care relatau expediția sa în Abisinia. Cu ajutorul abatelui Jérôme Gabra Moussié, Griaule a publicat traducerea Cărții de rețete a unui dabtara abisinian, pe care mentorul său o adusese din călătoria din 1910, apoi a organizat traversarea Africii de la vest la est: a fost misiunea Dakar-Djibouti, desfășurată din mai 1931 până în februarie 1933, pe care a condus-o și în cadrul căreia a fost însoțit de Michel Leiris — desemnat secretar-arhivist al misiunii —, André Schaeffner și alți etnologi și cercetători de teren, inaugurând astfel etnologia de teren franceză. Această expediție a adus peste 3.500 de obiecte, obținute uneori în condiții discutabile, care au îmbogățit colecțiile Muzeului Trocadéro. Griaule i-a studiat atunci pentru prima dată pe dogoni, asupra cărora și-a concentrat ulterior cea mai mare parte a cercetărilor. Între 1935 și 1939, a organizat cinci expediții care au însumat peste 85.000 km parcurși. Misiunea fusese aprobată prin legea din 31 martie 1931. La întoarcere, texte despre misiune au apărut în revista Minotaure, în paginile căreia apăreau alături Picasso, Masson, Dali, Lacan, Leiris, Éluard și Griaule. Acesta a fost numit ofițer al Legiunii de Onoare.
În vara anului 1933, o primă expoziție cu rezultatele acestei misiuni a fost organizată la Muzeul de Etnografie. Marcel Griaule a rupt atunci legătura cu Michel Leiris, care a publicat jurnalul ținut pe durata misiunii sub titlul Afrique fantôme, în care Leiris a revelat tăcerile Occidentului, rasismul și inegalitatea. În același an, Marcel Griaule a fost numit cavaler al Legiunii de Onoare, în semn de recunoaștere pentru calitatea lucrărilor sale. S-a alăturat astfel fratelui său mai mare, Lucien, decorat în 1918 cu titlul de Cavaler pentru faptele sale de arme din timpul Primului Război Mondial și pentru care nutrea o afecțiune profundă. Leiris, pe plan ideologic-politic, și Griaule, pe cel al sacrului, aveau să producă fiecare câte o lucrare esențială: Afrique fantôme și Dieu d’Eau, cea din urmă demonstrând că există un „univers mental la cei așa-ziși primitivi, cultură într-un cap negru... o adevărată cultură, cu o gândire savantă, o filosofie și chiar o cosmogonie la fel de complexă precum cea a lui Hesiod”. Cele două cărți aveau să revoluționeze modul de a percepe și înțelege pe Celălalt, dar cei doi autori ajunseseră între timp să se deteste reciproc cu înverșunare. Griaule îi reproșa lui Leiris lipsa dimensiunii științifice în activitatea sa de secretar-arhivist. Începând din 1935, Griaule a acordat prioritate studiului dogonilor. În teza sa de doctorat, publicată în 1938, s-a concentrat pe descrierea Jocurilor dogone și a Măștilor dogone.

### Apărător al Negusului
Marcel Griaule a fost solicitat de către Negusul Etiopiei să-i apere țara invadată de Italia fascistă în 1935. Astfel, Griaule a făcut parte din delegația etiopiană la Societatea Națiunilor, unde a redactat contra-memoriul etiopian ca răspuns la memoriul italian, a scris discursul Negusului pentru SDN, l-a însoțit pe suveran în exilul său londonez și a redactat împreună cu acesta primele capitole ale memoriilor sale.
În 1936, a publicat La Peau de l’Ours (română Pielea ursului), răspuns la Manifestul intelectualilor pentru apărarea Occidentului, semnat de Maulnier, Gaxotte, Baudrillart, Béraud, Brasillach, Maurras și alți susținători ai agresiunii Italiei mussoliniene asupra Etiopiei. Griaule a fost atunci catalogat drept „antifascist delirant”, iar cartea sa a fost inclusă pe lista Otto a lucrărilor interzise și a fost distrusă. A fost unul dintre puținii francezi și occidentali care au luat apărarea unei țări africane suverane, invadate de barbaria fascistă. Bob Marley a transformat celebrul discurs al Negusului într-o piesă muzicală (The War), care este folosită și în prezent ca instrument pedagogic în domeniul drepturilor omului în numeroase țări (fiind citată inclusiv în cadrul Consiliului pentru Drepturile Omului de la Geneva).
Marcel Griaule și soția sa, Jeanne Troupel (1892–1973), născută de la Maisonade, au pus la dispoziția președintelui spaniol Manuel Azaña casa lor din Haute-Savoie, aflată în apropiere de Geneva și de sediul SDN, pentru a încerca o ultimă mobilizare a acestei organizații în sprijinul cauzei republicane. Președintele și-a semnat scrisoarea de demisie la 27 februarie 1939, la Collonges-sous-Salève, pe aceeași masă la care Griaule apărase anterior cauza Etiopiei. Masa a fost donată municipalității în 2011, iar pe ea a fost amplasată o placă comemorativă. Deoarece scrisoarea trebuia comunicată mai întâi Parlamentului spaniol (Cortes), ea a fost făcută publică în presa internațională abia începând cu 28 februarie 1939. Odată cu avansul trupelor germane, președintele Azaña și suita sa s-au refugiat la Montauban, unde acesta a murit la scurt timp.
Cu ocazia Acordului de la München (1938), Marcel Griaule s-a pus la dispoziția Republicii Cehoslovace, alături de alți militari francezi, pentru a o apăra. Pentru acest gest, el și cei trei copii ai săi au fost amenințați cu moartea.

### Al Doilea Război Mondial
Al Doilea Război Mondial l-a obligat, din nou, să își întrerupă activitatea. A fost încorporat în aviație cu gradul de căpitan și a fost decorat cu Crucea de Război la 30 iunie 1940. După demobilizare, și-a reluat activitatea didactică începând din decembrie 1940, predând etnologia la Institutul de Etnologie al Universității din Paris, iar în decembrie 1941 a fost numit secretar general al acestui institut, apoi, ulterior, director adjunct al Muzeului Omului. În 1941, l-a înlocuit la École des Langues orientales pe fostul său profesor de amharică, Marcel Cohen⁠(d), căruia i s-a interzis dreptul de a preda prin aplicarea legilor antisemite. În 1942, a fost numit director al laboratorului de etnologie al EPHE, iar în octombrie același an a devenit titularul primei catedre de etnologie înființate la Sorbona. L-a înlocuit pe Paul Rivet⁠(d) — care a fost nevoit să fugă în America de Sud în 1941 — la conducerea Muzeului Omului. A împiedicat numirea în fruntea noii catedre de etnologie de la Sorbona a unui etnolog cu viziuni rasiste, George Montandon⁠(d). A fost vizat de presa colaboraționistă, de la Je suis Partout la Au Pilori sau L’Ethnie française.
Între 1944 și 1946, a fost remobilizat de generalul de Gaulle cu gradul de comandant în aviație (șef al celei de-a doua regiuni aeriene din Paris, atașat generalului Valin, apoi șef al Biroului 2 – serviciul de informații), continuând în același timp să-și susțină cursurile. A fost acuzat că ar fi fost numit titularul catedrei de etnologie în timpul războiului. A fost suspendat timp de două luni, însă comisia de anchetă a concluzionat în unanimitate că Marcel Griaule nu se face vinovat de nimic: dimpotrivă, a fost recunoscut pentru fapte de gaullism, rezistență și sprijin moral și material oferit evreilor. Germaine Tillion recunoștea rolul foarte important pe care Griaule l-a jucat în menținerea demnității universității franceze în această perioadă haotică.
La 15 octombrie 1949, a fost avansat la rangul de ofițer al Legiunii de Onoare pentru acțiunile sale din timpul celui de-Al Doilea Război Mondial.

### După Al Doilea Război Mondial
După război, Marcel Griaule s-a implicat activ în studiul populațiilor din zona buclei fluviului Niger. Rămânând profund atașat de poporul dogon, a descris bogăția lor culturală, în special cosmogonia specifică, pe care a considerat-o „la fel de bogată ca cea a lui Hesiod, o metafizică și o religie care îi situează la nivelul popoarelor antice”.
În 1947, a devenit consilier al Uniunii Franceze, în cadrul căreia a prezidat Comisia pentru Afaceri Culturale până la moartea sa. Și-a asumat ca misiune „să redea cuvântul” popoarelor care fuseseră private de el. Astfel, a militat cu ardoare pentru apărarea și promovarea acestor civilizații disprețuite, pentru diversitatea culturală — inclusiv cu ocazia ratificării de către Franța a tratatului de înființare a UNESCO, organizație căreia i-a reproșat, încă din 1948, utilizarea unui termen pe care îl considera inadecvat: „cultură”, „ce ciudat singular, ce ciudat singular occidental”. Începând cu 1950, a definit conceptul de dezvoltare umană durabilă, preluat ulterior de Națiunile Unite în 1991 prin primele rapoarte dedicate dezvoltării durabile.
În Mali, a contribuit activ la dezvoltarea regiunii, construind, printre altele, un baraj de irigație destinat cultivării cepei și ardeiului în regiunea Sangha. Acest baraj, încă funcțional, poartă astăzi numele său.
A murit în februarie 1956, la Paris, în urma unui infarct. Au fost organizate funeralii nu doar în Franța, ci și simbolic în ținutul dogon: „Funeraliile care i-au fost dedicate în ținutul dogon sunt mărturie a recunoștinței pe care i-au purtat-o și încă i-o poartă bărbații și femeile care locuiesc în stâncile din Bandiagara și, în general, africanii”. Un disc și un film documentar despre aceste funeralii sunt păstrate, printre altele, de Muzeul Quai Branly. La finalul ceremoniilor, „celebranții, transmițând prin acest simplu gest înțelesul spontan al simbolului, au spart unealta pe care o văzuseră mereu în mâna celui care se pusese în ascultarea bătrânilor lor: un creion”.

## Contribuții științifice și critici
Rezultatele și metodele lui Marcel Griaule au făcut obiectul unor critici în cadrul comunității etnologice, în special în afara lumii francofone. Într-un articol din 1991, etnologul neerlandez Walter E. A. van Beek, specialist în cultura dogon, a distins două perioade în cercetările lui Griaule și ale colaboratorilor săi asupra dogonilor: dacă a apreciat cu sinceritate lucrările anterioare anului 1948, concentrate pe cultura materială, a manifestat rezerve în privința studiilor ulterioare, realizate împreună cu Germaine Dieterlen⁠(d), care au contribuit la consacrarea lui Griaule în rândul marelui public.
Motivul cosmogonic identificat de Griaule în cultura dogon și prezentat în lucrările Dieu d’eau și Le Renard pâle nu ar avea echivalente în culturile învecinate (un argument formulat și de Jack Goody, printre alți cercetători). În plus, etnologii care au desfășurat cercetări printre dogoni în deceniile de după moartea lui Griaule nu au regăsit urmele miturilor principale expuse de acesta și nici simbolismul legat de steaua Sirius, cu excepția informatorilor care avuseseră contact direct sau indirect cu Griaule. În fine, există incoerențe între Dieu d’eau, Le Renard pâle și primele lucrări ale autorului.
Printre aspectele metodologice care ar putea explica aceste discrepanțe se numără:
- informatorul principal al lui Griaule, bătrânul orb Ogotemmêli, nu era neapărat cea mai autorizată persoană pentru a-i transmite miturile poporului său,
- Griaule discuta cu acesta prin intermediul unui interpret,
- nu a publicat materialul brut al interviurilor, ceea ce face imposibilă verificarea unor eventuale erori de traducere sau interpretare,
- ar fi putut, conștient sau inconștient, să sugereze anumite teme interlocutorului său,
- descrierea miturilor apare ruptă de contextul social din care provin.

În ceea ce privește contribuțiile sale, Marcel Griaule a fost unul dintre primii cercetători din Franța care a utilizat filmele, înregistrările sonore și fotografiile în cercetarea etnologică. A adus din misiunile sale un volum considerabil de documente și obiecte, deși metodele sale de colectare a acestor piese au fost uneori considerate pripite sau discutabile. Cu toate acestea, el a făcut posibilă descoperirea bogăției civilizației dogone și a sistemului lor de gândire.

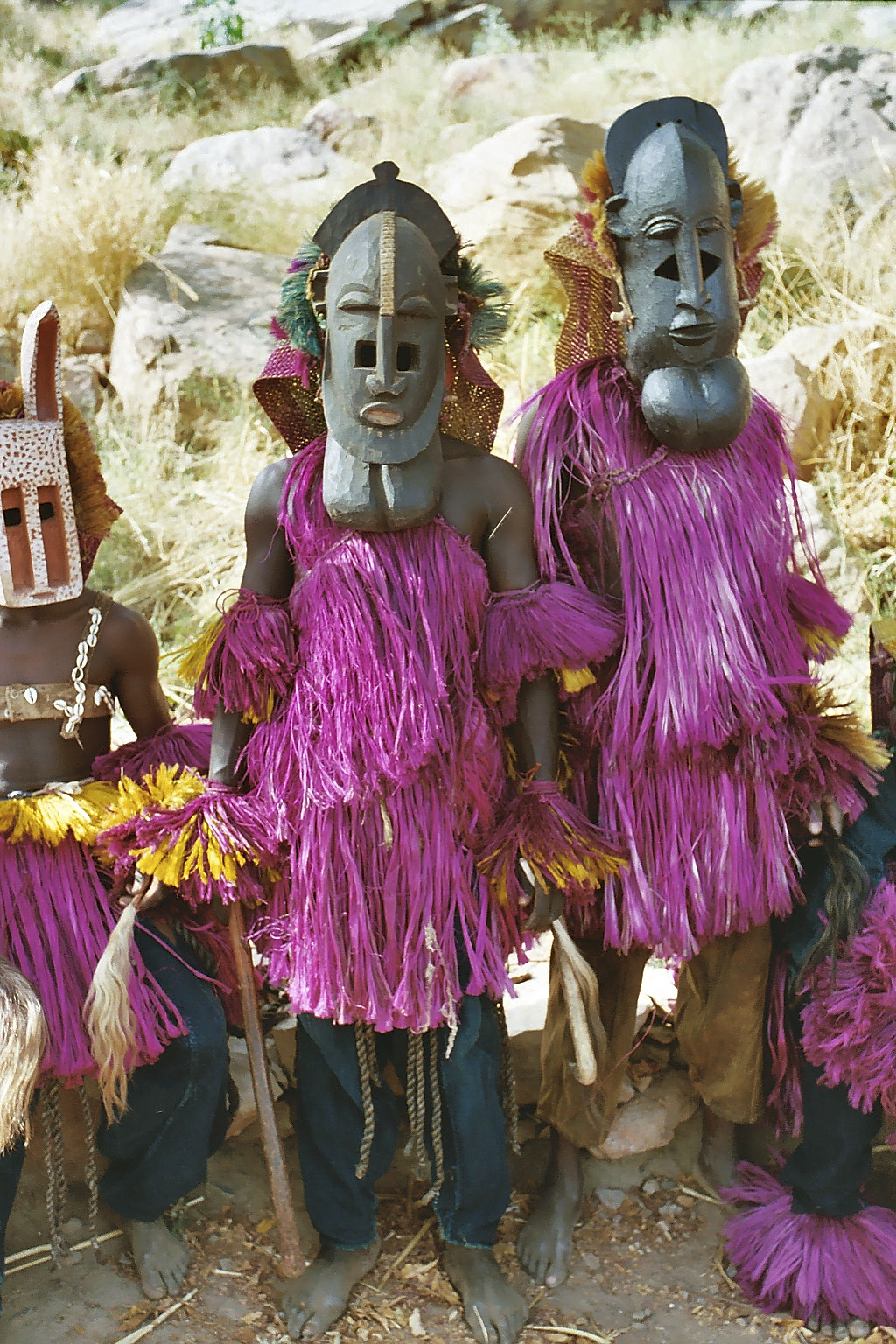
Măștile dogonilor

## Lucrări
- Silhouettes et graffiti abyssins (Siluete și graffiti abisini) (în franceză). Paris: éditions Larose. 1933.
- Les Flambeurs d'hommes (Pariorii pe oameni) (în franceză). Paris: éditions Calmann-Levy. 1934.
- La peau de l'ours (Pielea ursului) (în franceză). Paris: Gallimard. 1936.
- Masques dogons (Măștile dogonilor) (în franceză). Paris: Institut d'ethnologie. 1938.
- Jeux dogons (Jocuri dogoni) (în franceză). Paris: Institut d'ethnologie. 1938.
- Les Sao légendaires (Sao legendari) (în franceză). Paris: éditions Gallimard. 1943.
- Arts de l'Afrique noire (Arte din Africa Neagră) (în franceză). Paris: Éditions du Chêne. 1947.
- Dieu d'eau : entretiens avec Ogotemmeli (Zeu al apei: interviuri cu Ogotemmeli) (în franceză). Paris: Éditions du Chêne. 1948.[22]
- Les grands explorateurs (Marii exploratori) (în franceză). Paris: Presses universitaires. 1945.
- Méthode de l'ethnographie (Metoda etnografiei) (în franceză). Paris: Presses Universitaires de France. 1957.
- Le renard pâle. Tome I, Le mythe cosmogonique. Fascicule I, La création du monde (Vulpea palidă. Tomul I, Mitul cosmogonic. Fascicula I, Crearea lumii) (în franceză). I. Paris: Institut d'Ethnologie. 1965.
- Descente du troisième Verbe (Coborârea celui de-al treilea Cuvânt) (în franceză). Saint-Clément-la-Rivière: éditions Fata Morgana. 1996.